# 779
779 је била проста година.

## Догађаји
- Википедија:Непознат датум — Владавина династије Абасида у Багдаду.

- Саксонски ратови: Краљ Карло Велики окупља франачку војску код Дирена, прелази Рајну код модерног града Везела и побеђује Саксонце у бици код Бохолта (Северна Рајна-Вестфалија). Сви главни вестфалски лидери су заробљени, осим Видукинда. Карло Велики прелази реке Везер, Окер и Охре на источну територију, где се локални лидери покоравају франачкој власти и предају таоце. Видукинд остаје у северној Саксонији, и ослања се на герилски рат.
- Битка код Бенсингтона: Краљ Офа од Мерсије побеђује свог ривала Синевулфа од Весекса код Бенсингтона (данашњи Оксфордшир). Он преузима контролу над Беркширом, а вероватно и Лондоном. Према изворима англосаксонске кронике, Офа постаје „краљ целе Енглеске“. Карло Велики му пише писмо као „свом најдражем брату“, али када Офа одбије да дозволи да се један од Карла Великог синова ожени једном од његових ћерки, Карло Велики прети да ће затворити луке за енглеске трговце.
- 12. јун - У Кини, Де Зонг (лично име Ли Куо) наследио је свог оца Даи Зонга, на месту цара из династије Танг.
- У земљотресу у краљевству Сила јачине 6,7–7,0 степени Рихтерове скале погинуло је више од 100 људи.